# Ashland (Kansas)
Ashland – miasto położone w hrabstwie Clark.